# Joseph Marie Terray

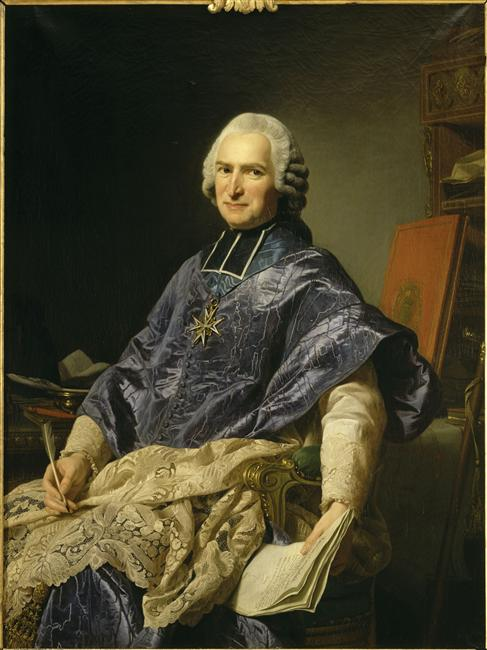
Joseph Marie Terray. Portrait by Alexander Roslin.

Joseph Marie Terray (Boën-sur-Lignon, 9 de diciembre de 1715 — París, 18 de febrero de 1778), fue un Controlador-General de Finanzas en francés Contrôleur Général des Finances durante el reinado de Luis XV de Francia.

## Biografía
Terray, un sacerdote fue nombrado consejero eclesiástico en el Parlamento de París en 1736, especializándose en asuntos financieros. Atrajo la atención del canciller de Luis XV, René Nicolás Carlos Agustín de Maupeou, quien lo nombró controlador general de financias en diciembre de 1769. Su primer desafió llegó al año siguiente cuando ayudó a echar abajo al ministro de asuntos exteriores, Étienne François, duc de Choiseul demostrando que el gobierno no podía costear una guerra contra Gran Bretaña. Terray trabajó los siguientes años estabilizando las finanzas del país rechazando parte de la deuda nacional, suspendiendo pagos de los intereses sobre bonos gubernamentales, y exigiendo tributos y préstamos. Estas reformas ocasionaron protestas masivas entre los nobles y los comunes, esta situación llevó a Maupeou a eliminar el poder político del Parlamento en 1771 ya que solo así podrían imponer nuevas reformas en lo sucesivo.
Terray continuó su repaso del sistema financiero con la reforma del vingtième (un impuesto del cinco por ciento a los ingresos) y la capitation de París y renegociando acuerdos más ventajosos con los granjeros, con los financieros que sostenían el derecho de recolectar impuestos indirectos. Estas medidas tuvieron como consecuencia un gran aumento en los ingresos del gobierno. Sin embargo, continuó enfrentando oposición, particularmente respecto a su restricción sobre el libre comercio del grano, alegando que era parte del "Pact of Famine", el cual Luis XV diseño para permitir al rey recibir ganancias del precio artificialmente elevado del grano. Al morir Luis XV en mayo de 1774, su sucesor Luis XVI sucumbió ante la presión y despidió a Terray y a Maupeou.